# Matra Murena
Matra Murena är en bakhjulsdriven sportbil, tillverkad av den franska industrikoncernen Matra i samarbete med biltillverkaren Talbot mellan 1980 och 1983.
Matra Bagheera hade varit en försäljningssuccé dels beroende på det låga inköpspriset, men där fanns ändå utrymme för förbättringar. Kunderna hade framfört huvudsakligen tre klagomål: motorn var för liten, byggkvaliteten för dålig och dessutom var chassit mycket känsligt för rost. Matra tänkte åtgärda detta när man planerade efterträdaren Murena.
Matra Murena debuterade på Bilsalongen i Paris 1980. Efter PSA-koncernens övertagande av Chrysler Europe marknadsfördes bilen under namnet Talbot-Matra. Bilen var liksom företrädaren tresitsig och byggde på ett chassi i stål som kläddes med karosspaneler i plast. Men chassit var nu helgalvaniserat för att komma undan rostproblemet. Matra erbjöd två fyrcylindriga motoralternativ och den större 2,2-litersmotorn kunde förses med dubbla förgasare för högre effekt.
Matra Murena sålde inte alls lika bra som företrädaren. En orsak kan vara att den var betydligt dyrare, dessutom var Matra ett litet och ganska okänt märke vilket gjorde möjligheten att konkurrera svårare. Men dessutom hade marknaden för små mittmotorvagnar försvunnit och kunderna gått över till GTI-bilar istället. Matra byggde prototyper med större och starkare motorer, bland annat en V12:a, men PSA ville inte lägga ut mer pengar och sommaren 1983 upphörde tillverkningen.
Motor:
| Modell | Motor               | Cylindervolym | Effekt | Bränslesystem    |
| ------ | ------------------- | ------------- | ------ | ---------------- |
| 1.6    | 4-cyl radmotor ohv  | 1592 cm³      | 92 hk  | Enkel förgasare  |
| 2.2    | 4-cyl radmotor SOHC | 2155 cm³      | 118 hk | Enkel förgasare  |
| S      | 4-cyl radmotor SOHC | 2155 cm³      | 142 hk | Dubbla förgasare |

## Liknande bilar
- Fiat Multipla
- Honda F-RV
- Matra Bagheera